# Leptogaster insularis
Leptogaster insularis là một loài ruồi trong họ Asilidae. Leptogaster insularis được Janssens miêu tả năm 1954. Loài này phân bố ở vùng nhiệt đới châu Phi.